# C-Murder
C-Murder (eigentlich: Corey Miller; * 9. März 1971) ist ein US-amerikanischer Rapper aus New Orleans.

## Werdegang
C-Murder begann seine Karriere als Mitglied von Tru. Nach der Veröffentlichung deren zweiten Albums 1997 war er auf einigen CDs des Labels No Limit Records zu hören, das seinem Bruder Master P gehörte und bei dem er selbst unter Vertrag stand. Damit verschaffte er sich die Aufmerksamkeit für sein Solodebüt Life Or Death, das im Frühjahr 1998 erschien. Bereits im nächsten Jahr folgte dann Bossalinie, bevor er einen viel beachteten Auftritt im Wobble Wobble der 504 Boyz hatte, der bis auf Platz 17 der US-Charts vorstieß. Sein drittes Album wurde dann durch die Single Down For My Niggas angekündigt, bei der auch Snoop Dogg und Magic mitwirkten. Zwar konnte sie sich nicht in den Billboard-Charts platzieren, sie war aber dennoch innerhalb des R&B/Hip-Hop-Genres ein großer Erfolg, sodass ihn sein Longplayer Trapped In Crime endgültig zum Star machte. Gleichzeitig war dies auch der Start seines eigenen Labels Tru Records, das von einer eigenen Kleidermarke begleitet werden sollte. Allerdings wurde er 2002, kurz vor Veröffentlichung seines Albums Tru Dawgs verhaftet, da ihm vorgeworfen wurde, jemanden in einem Nachtclub erschossen zu haben. Zwar beteuerte er seine Unschuld, wurde jedoch als Täter identifiziert und 2003 zu lebenslanger Haft verurteilt. Da man ihm jedoch erlaubte, auch im Gefängnis Lieder aufzunehmen, brachte er 2005 The Truest Shit I Ever Said auf den Markt. Im März 2006 wurde das Urteil dann jedoch aufgehoben und er wurde auf Kaution, die 500.000 Dollar betrug, freigelassen. Zunächst wurde er unter Hausarrest gestellt, da er nun des Mordes mit bedingtem Vorsatz angeklagt war. Später erlaubte ihm jedoch der Richter, sich tagsüber frei innerhalb der Parishes von Orleans und Jefferson zu bewegen. Dies nutzte er, um zwei weitere Alben aufzunehmen sowie ein Buch, Death Around The Corner, zu schreiben. Im August 2009 wurde das Urteil aus dem ersten Prozess bestätigt und C-Murder erneut zu lebenslanger Haft verurteilt.

## Diskografie

### Alben
- 1998: Life or Death
- 1999: Bossalinie
- 2000: Trapped in Crime
- 2001: C-P-3.com
- 2002: Tru Dawgs
- 2005: The Truest Shit I Ever Said
- 2006: The Tru Story: Continued
- 2008: Screamin′ for Vengeance
- 2009: Calliope Click Volume 1
- 2016: Penitentiary Chances (Boosie Badazz & C-Murder)
- 2021: Give Me Freedom or Give Me Death

### Kompilationen
- 2005: The Best of C-Murder
- 2010: Tomorrow

### Singles (Auswahl)
- 2000: Down For My N's
- 2006: Posted On Tha Block